# Lekkoatletyka na Letnich Igrzyskach Olimpijskich Młodzieży 2010 – rzut dyskiem dziewcząt
Rzut dyskiem dziewcząt na Letnich Igrzyskach Olimpijskich Młodzieży 2010 został rozegrany 17 (eliminacje) i 21 sierpnia (finały A i B).

## Rekordy
W tabeli ukazano rekordy poszczególnych kontynentów, rekord świata, rekord świata juniorów oraz najlepszy wynik juniorek młodszych. Dodatkowo przedstawiono najlepsze wyniki (w kategorii seniorek oraz kadetek) w rzucie dyskiem kobiet w sezonie 2010 przed rozpoczęciem rywalizacji na igrzyskach olimpijskich młodzieży.
| Rekord świata                                  | Gabriele Reinsch   | 76,80 | Neubrandenburg | 7 czerwca 1988   |
| Rekord świata junorów                          | Ilke Wyludda       | 74,40 | Berlin         | 13 września 1988 |
| Liderka list światowych                        | Nadine Müller      | 67,78 | Wiesbaden      | 8 maja 2010      |
| Liderka list światowych kadetek                | Alex Collatz       | 55,09 | Bakersfield    | 13 marca 2010    |
| Najlepszy wynik w kategorii kadetek            | Ilke Wyludda       | 65,86 | Neubrandenburg | 1 sierpnia 1986  |
| Rekord Afryki                                  | Elizna Naudé       | 64,87 | Stellenbosch   | 2 marca 2003     |
| Rekord Azji                                    | Xiao Yanling       | 71,68 | Pekin          | 14 marca 1992    |
| Rekord Ameryki Północnej, Środkowej i Karaibów | Hilda Ramos        | 70,88 | Hawana         | 8 maja 1992      |
| Rekord Ameryki Południowej                     | Elisângela Adriano | 61,96 | São Leopoldo   | 21 maja 1998     |
| Rekord Europy                                  | Gabriele Reinsch   | 76,80 | Neubrandenburg | 7 czerwca 1998   |
| Rekord Australii i Oceanii                     | Daniela Costian    | 68,72 | Auckland       | 22 stycznia 1994 |

## Terminarz
| Data        | Godzina | Runda      |
| ----------- | ------- | ---------- |
| 17 sierpnia | 9:00    | Eliminacje |
| 21 sierpnia | 9:00    | Finał B    |
| 21 sierpnia | 19:05   | Finał A    |

## Rezultaty
| Poz. – pozycja \| CR – rekord mistrzostw \| NR – rekord kraju                                      |
| PB – rekord życiowy \| SB – najlepszy wynik w sezonie \| X – próba spalona \| – – pominięcie próby |
| * wyniki podawane w metrach                                                                        |

### Eliminacje
Do zawodów przystąpiło 13 zawodniczek z 13 krajów. Do finału A awansowało 8 najlepszych zawodniczek. Pozostałe wystąpią w finale B.
| Poz. | Zawodniczka         | Reprezentacja     | #1    | #2    | #3    | #4    | Rezultat | Uwagi  |
| ---- | ------------------- | ----------------- | ----- | ----- | ----- | ----- | -------- | ------ |
| 1    | Shanice Craft       | Niemcy            | 52,89 | 51,33 | 54,10 | 53,15 | 54,10    | QA     |
| 2    | Simone Meyer        | Południowa Afryka | 45,25 | X     | X     | 48,03 | 48,03    | QA     |
| 3    | Heidi Schmidt       | Szwecja           | 46,35 | 47,20 | X     | 44,94 | 47,20    | QA, PB |
| 4    | Kriztina Varadi     | Węgry             | X     | 47,02 | 45,52 | X     | 47,02    | QA     |
| 5    | Wiktoria Sadowa     | Rosja             | X     | X     | 45,37 | 43,21 | 45,37    | QA     |
| 6    | Evangelia Psarki    | Grecja            | 45,00 | X     | X     | 42,93 | 45,00    | QA     |
| 7    | Jeong Ye-lim        | Korea Południowa  | 44,98 | X     | 44,55 | 39,62 | 44,98    | QA     |
| 8    | Subenrat Insaeng    | Tajlandia         | 44,96 | 44,20 | X     | 43,17 | 44,96    | QA     |
| 9    | Sasha Gaye Marston  | Jamajka           | 43,73 | X     | X     | 41,18 | 43,73    | QB     |
| 10   | Sarah Tolson        | Stany Zjednoczone | X     | X     | X     | 42,58 | 42,58    | QB     |
| 11   | Wołga Hładcznka     | Białoruś          | 40,15 | X     | 41,44 | X     | 41,44    | QB     |
| 12   | Rahma Bouslama      | Tunezja           | 38,57 | 37,68 | 38,33 | 39,46 | 39,46    | QB     |
| 13   | Ashley Arroyo Perez | Portoryko         | X     | 37,39 | 36,96 | 38,55 | 38,55    | QB     |